# University of Rajshahi

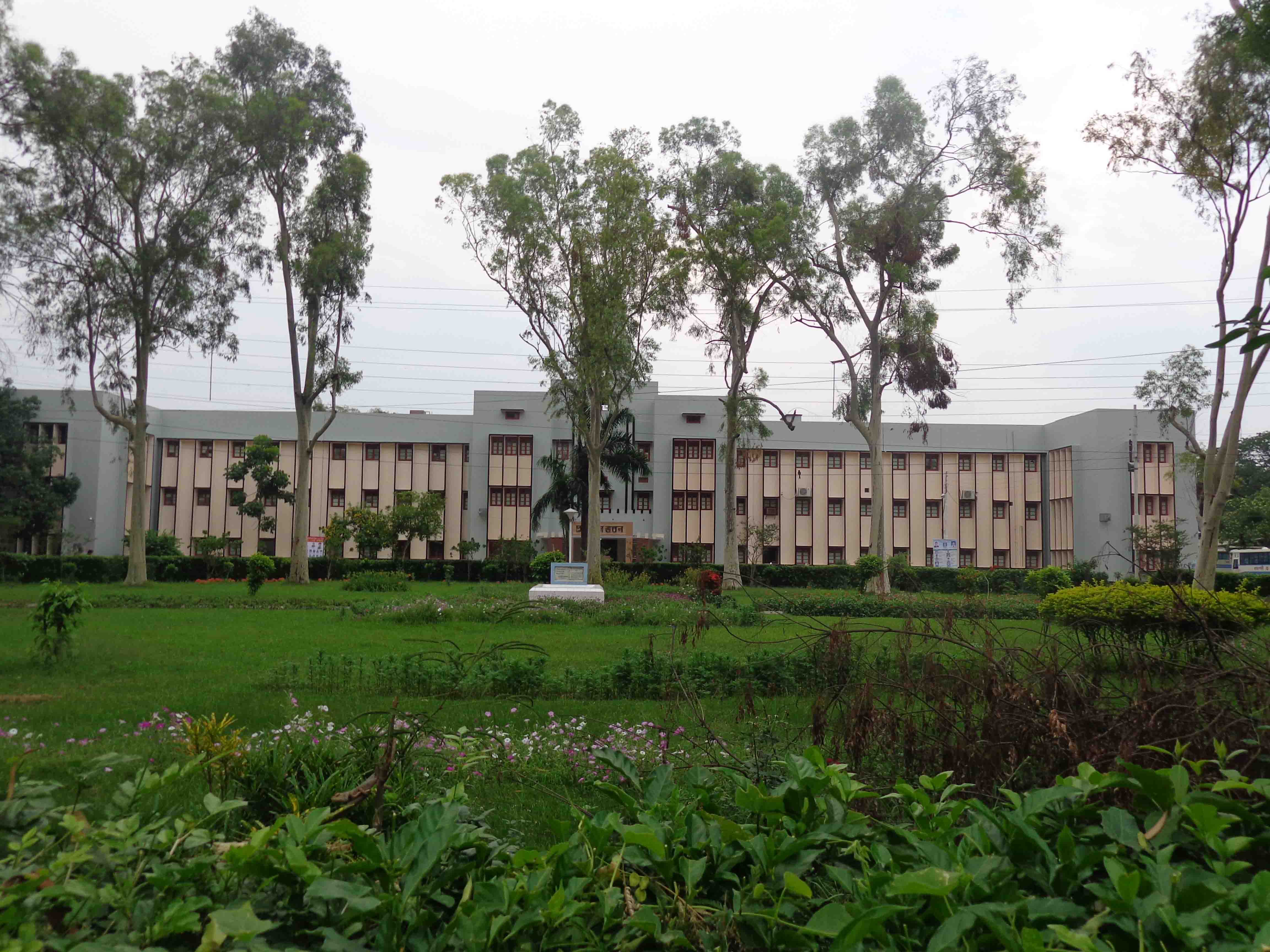
Verwaltungsgebäude der Universität

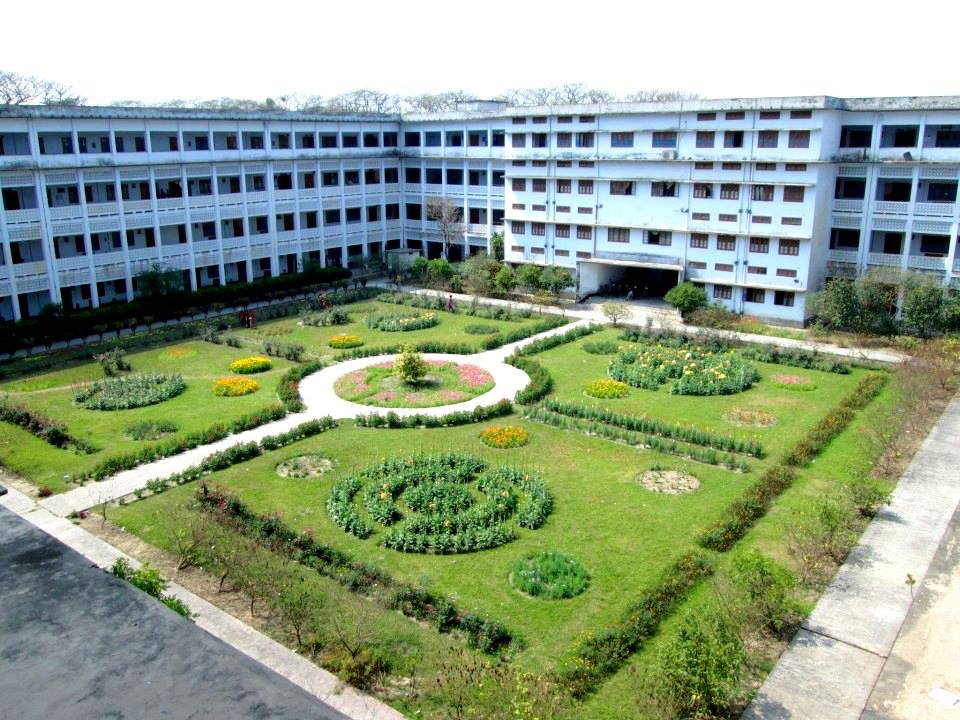
Gebäude der Fakultät für Naturwissenschaften

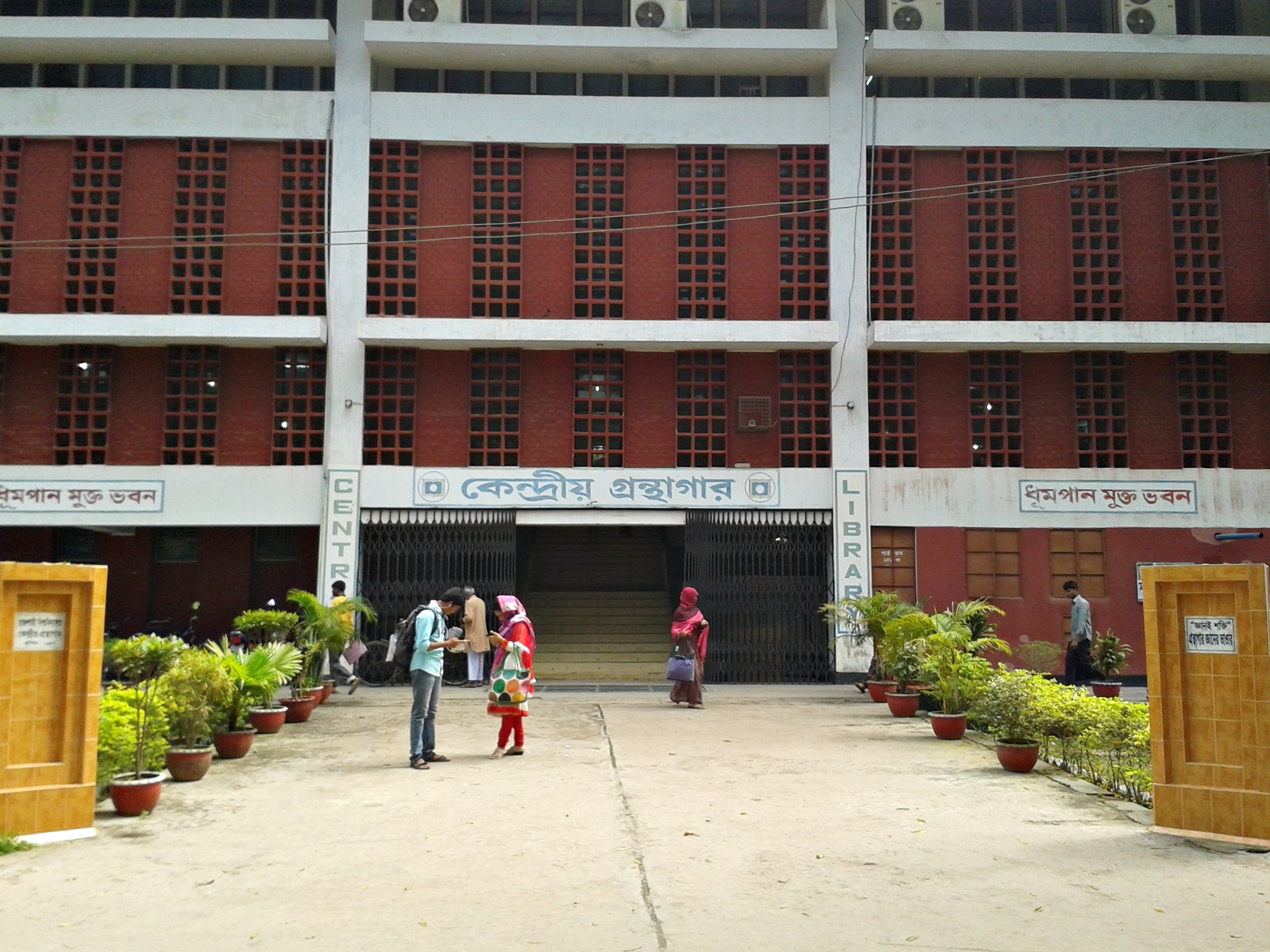
Eingang zur Bibliothek

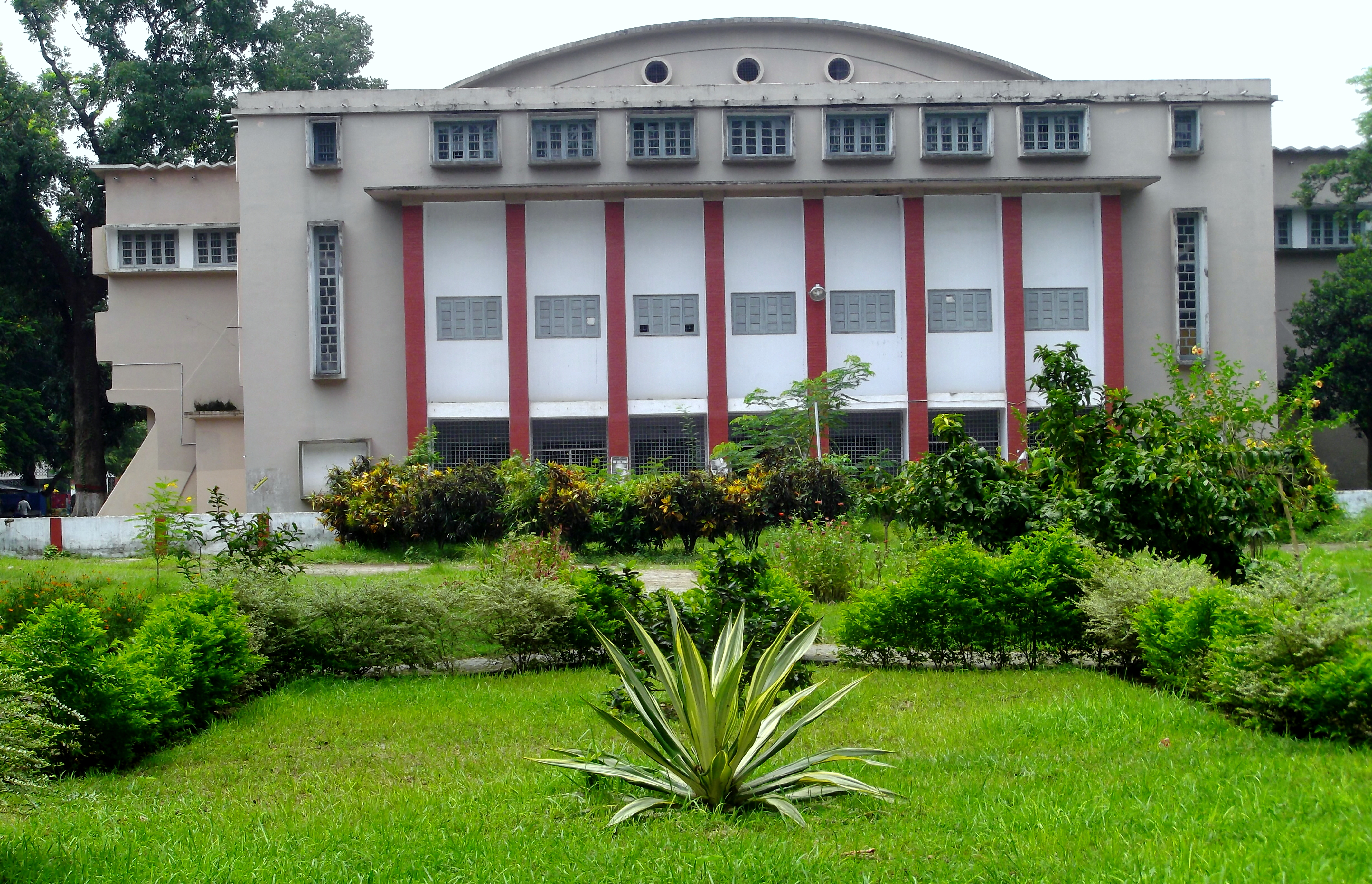
Auditorium der Universität

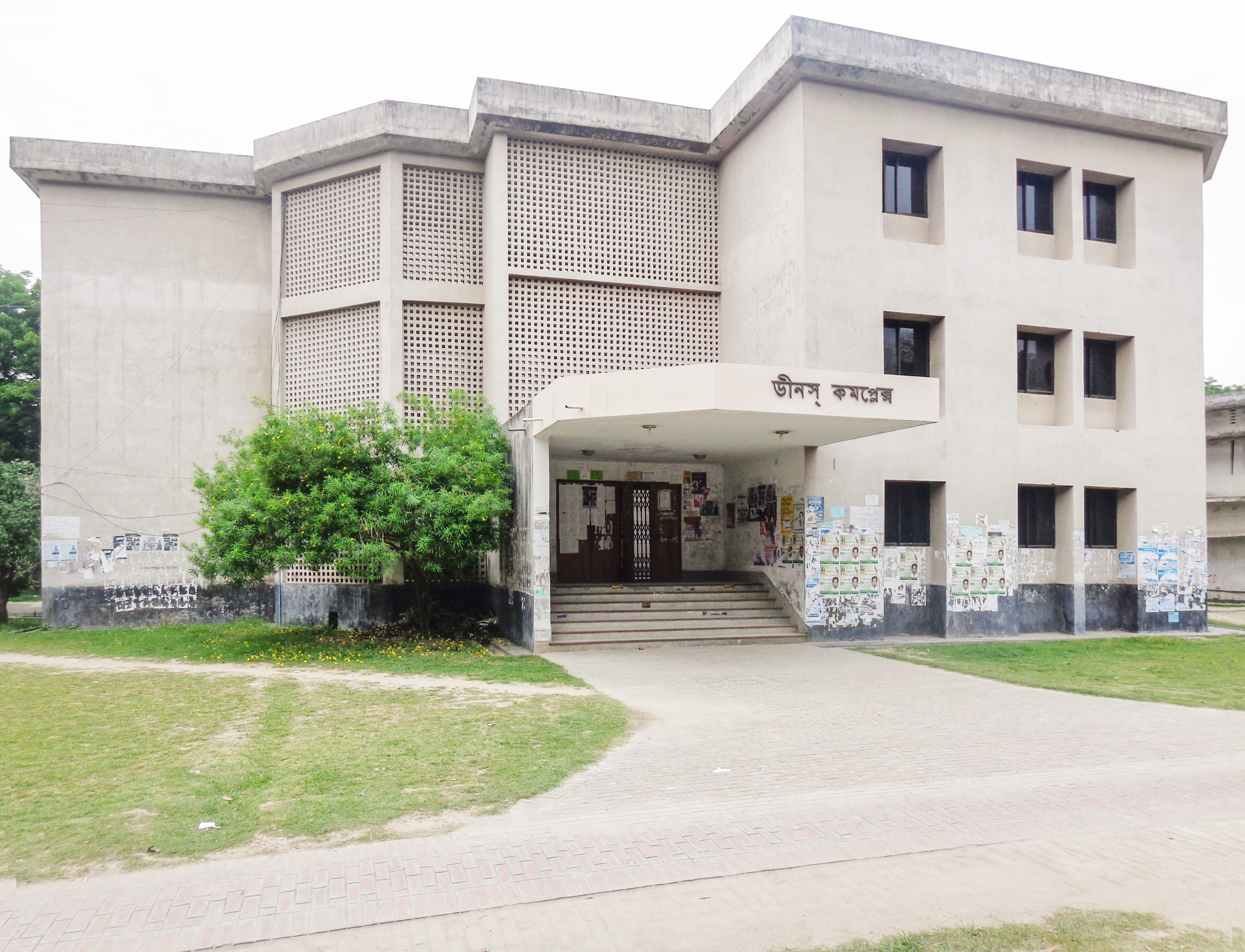
Dekanatsgebäude

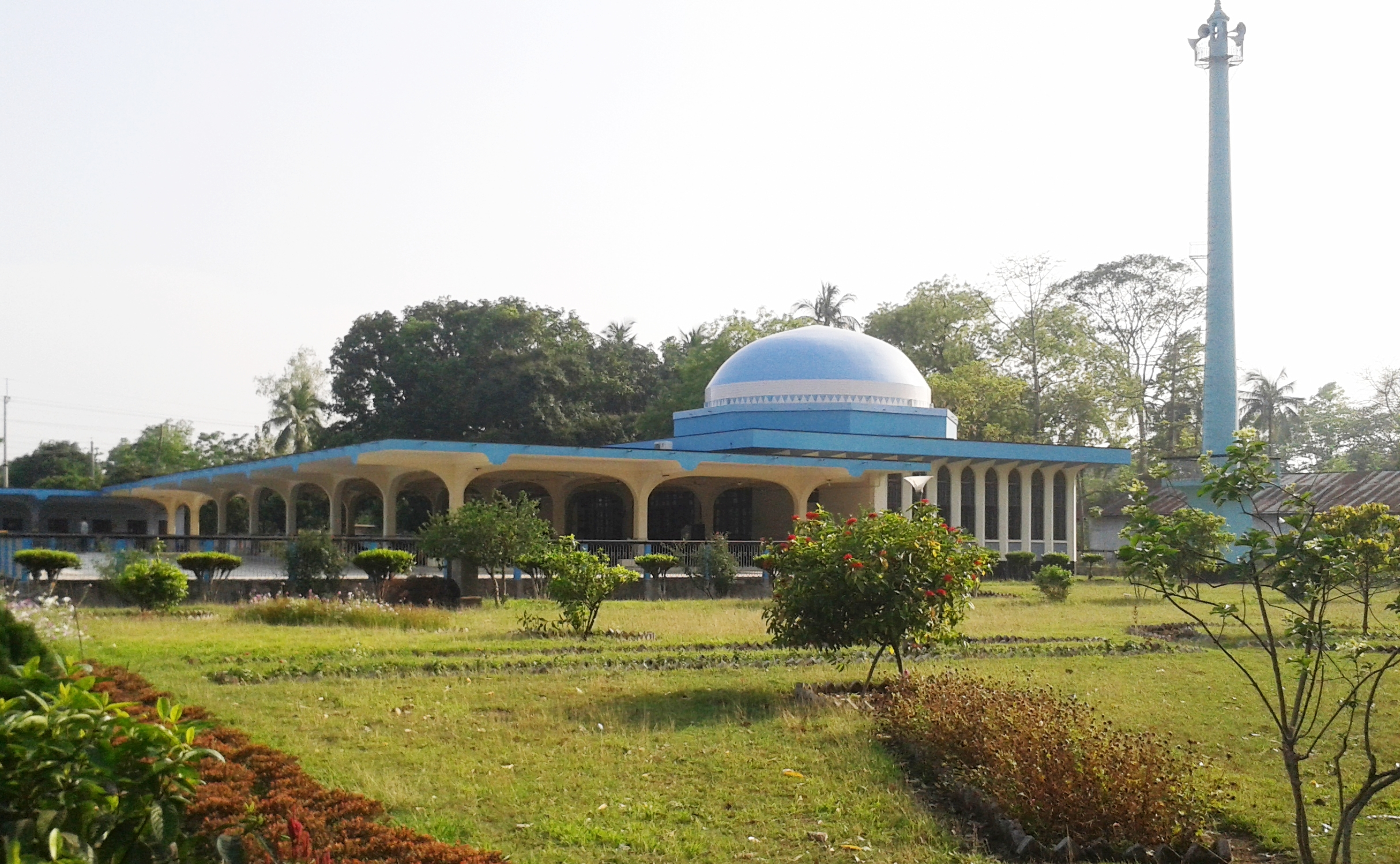
Zentrale Moschee der Universität

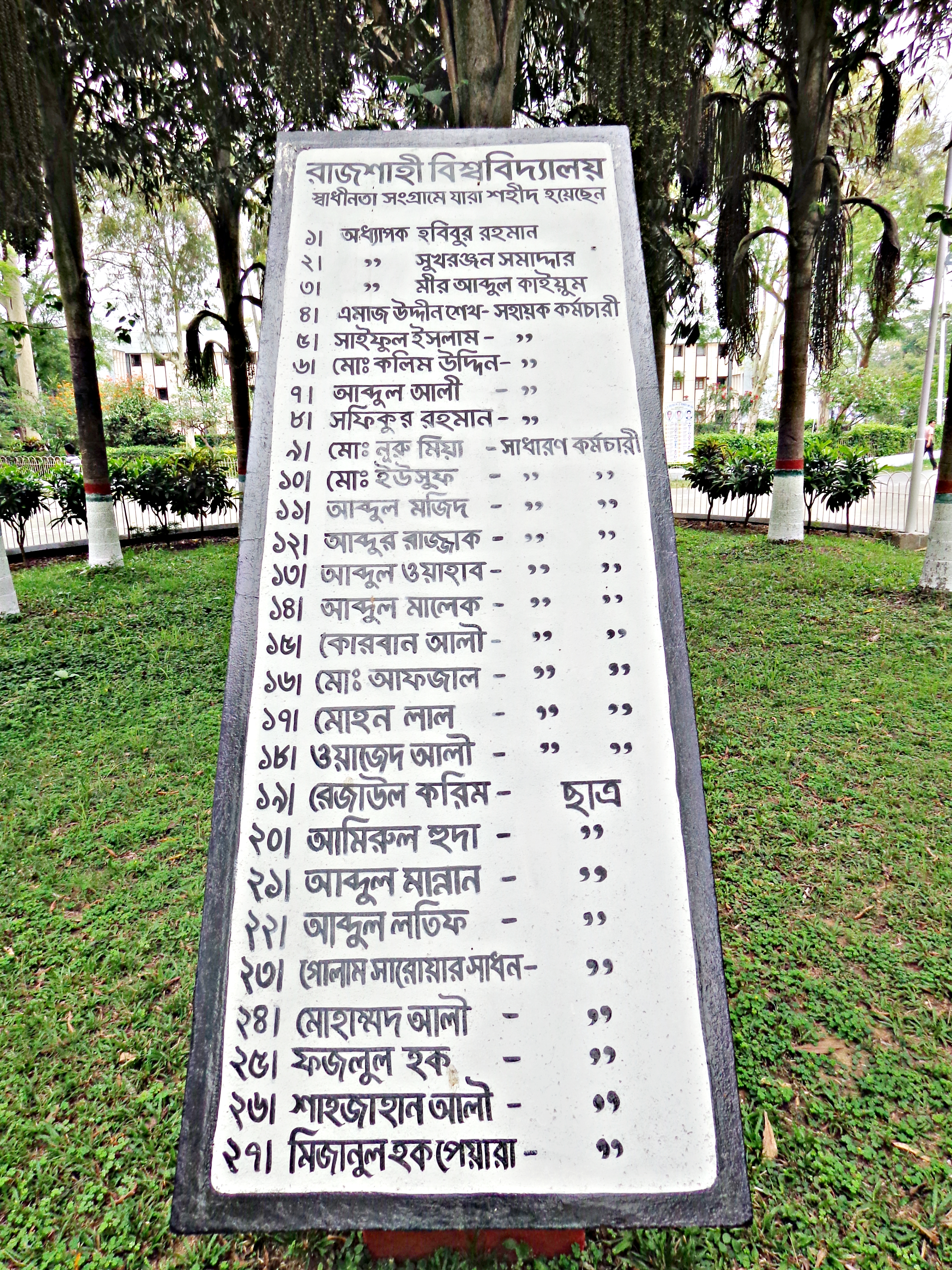
Gedenktafel für die Opfer des Unabhängigkeitskrieges

Die University of Rajshahi (auch Rajshahi University genannt; bengalisch রাজশাহী বিশ্ববিদ্যালয়) ist eine staatliche Universität in Rajshahi, der drittgrößten Stadt Bangladeschs. Sie wurde 1953 gegründet und war zu dieser Zeit eine von zwei Universitäten im damaligen Ostpakistan. Heute ist sie nach der Universität von Dhaka die zweitgrößte Universität von Bangladesch.

## Geschichte
Schon zur britischen Kolonialzeit wurden eine Reihe von öffentlichen Bildungseinrichtungen in Rajshahi eröffnet, so die Rajshahi Zilla School (1836), Rajshahi College (1873) und eine öffentliche Bibliothek (Rajshahi Public Library, 1884).
Bei einem Besuch in Ostpakistan 1952 gab der damalige Premierminister Nurul Amin die Zusage, dass in Rajshahi eine zweite Universität für Ostpakistan (neben der schon existierenden Universität Dhaka) eingerichtet werden solle. Das entsprechende Gesetz (Rajshahi University Act 1953 – East Bengal Act XV of 1953) wurde durch die Provinzialversammlung von Ostbengalen am 31. März 1953 verabschiedet und nach der Unterschrift des Gouverneurs am 16. Juni 1953 in der Dacca Gazette veröffentlicht. Im Folgejahr nahm die Universität mit 12 Colleges, 68 Lehrpersonen und 161 Studenten (darunter fünf Frauen) den Lehrbetrieb auf. Im Jahr 1961 zog die Universität auf das heutige Campusgelände bei Motihar um.

## Einrichtungen
An der Universität bestehen derzeit acht Fakultäten, die wiederum in einzelne Abteilungen (Departments) unterteilt sind (Stand: 2015).
| Fakultät                                                                  | Abteilungen |
| ------------------------------------------------------------------------- | --- |
| Faculty of Arts (Künste)                                                  | - Bengali (Bengalische Sprache) - English (Anglistik) - History (Geschichte) - Philosophy (Philosophie) - Languages (Sprachen) - Islamic History & Culture (Islamische Geschichte und Kultur) - Arabic (Arabistik) - Islamic Studies (Islamistik) - Theatre (Theaterwissenschaft) - Music (Musik) |
| Faculty of Law (Rechtswissenschaft)                                       | - Law (Rechtswissenschaft) - Law and Land Administration (Rechtswissenschaft und Landverwaltung) |
| Faculty of Science (Naturwissenschaft)                                    | - Physics (Physik) - Chemistry (Chemie) - Statistics (Statistik) - Pharmacy (Pharmazie) - Mathematics (Mathematik) - Biochemistry & Molecular Biology (Biochemie und Molekularbiologie) - Applied Mathematics (Angewandte Mathematik) - Population Science & Human Resource Development (Bevölkerungswissenschaft und Entwicklung von Humanressourcen) - Physical Education and Sports Sciences (Körperliche Erziehung und Sportwissenschaft) |
| Faculty of Business Studies (Wirtschaftswissenschaft)                     | - Accounting and Information Systems (Rechnungswesen und Informationssysteme) - Management studies (Management) - Marketing (Marketing) - Finance (Finanzwesen) - Banking and Insurance (Bank- und Versicherungswesen) |
| Faculty of Social Science (Sozialwissenschaften)                          | - Economics (Volkswirtschaftslehre) - Political Science (Politikwissenschaft) - Social Work (Soziale Fürsorge) - Sociology (Soziologie) - Mass Communication and Journalism (Kommunikationswissenschaft und Journalistik) - Public Administration (Öffentliche Verwaltung) - Information Sc. & Library Management (Informationswissenschaft und Bibliothekswissenschaft) - Anthropology (Anthropologie) - Folklore (Volksbrauchtum) - International Relations (Internationale Beziehungen) |
| Faculty of Life & Earth Science (Biowissenschaften und Geowissenschaften) | - Geography & Environmental Studies (Geografie und Umweltwissenschaft) - Psychology (Psychologie) - Botany (Botanik) - Zoology (Zoologie) - Geology & Mining (Geologie und Bergbauwissenschaft) - Genetic Engineering & Biotechnology (Gentechnologie und Biotechnologie) - Clinical Psychology (Klinische Psychologie) |
| Faculty of Agriculture (Landwirtschaft)                                   | - Agronomy & Agricultural Extension (Agronomie und Agrarausweitung) - Fisheries (Fischereiwissenschaft) - Animal Husbandry & Veterinary Science (Tierhaltung und Veterinärwesen) - Crop Science and Technology (Nutzpflanzen und -Technologie) |
| Faculty of Engineering (Ingenieurwissenschaften)                          | - Applied Physics & Electronic Engineering (Angewandte Physik und Elektronik) - Computer Science & Engineering (Computerwissenschaften) - Information & Communication Engineering (Informations- und Kommunikationstechnik) - Applied Chemistry & Chemical Engineering (Angewandte Chemie und Chemieingenieurwesen) - Materials Science and Engineering (Materialwissenschaft) - Electrical and Electronic Engineering (Elektrotechnik) |
| Faculty of Fine Arts (Bildende Künste)                                    | - Painting, Oriental Art & Printmaking (Malerei, Orientalische Kunst und Drucktechnik) - Ceramics and Sculpture (Keramik und Plastische Kunst) - Graphic Design, Crafts & History of Art (Grafikdesign, Handwerk und Kunstgeschichte) |
| Faculty of Medicine (Medizin)                                             | Der Fakultät für Medizin sind eine größere Zahl an medizinischen Colleges an verschiedenen Orten zugeordnet. Dazu zählen die folgenden Einrichtungen in staatlicher Trägerschaft: 1. Dinajpur Medical College (Dinajpur) 2. Jessore Medical College (Jessore) 3. Khulna Medical College (Khulna) 4. Kustia Medical College (Kustia) 5. Pabna Medical College (Pabna) 6. Rajshahi Medical College (Rajshahi) 7. Rangpur Medical College (Rangpur) 8. Satkhira Medical College (Satkhira) 9. Shaheed Ziaur Rahman Medical College (Bogra) Außerdem gibt es noch mehrere Colleges in nicht-staatlicher Trägerschaft, Krankenpflegeschulen etc. |

Im akademischen Jahr 2014 registrierten sich für insgesamt 3828 freie Studienplätze 165.596 Kandidaten für den Eingangstest an der Universität Rajshahi, der vom 19. bis 25. Oktober 2014 stattfand. Das entsprach 43 Bewerbern pro Studienplatz.

## Sonstiges
Die Universität war in ihrer Geschichte mehrfach Ort politischer Auseinandersetzungen. In der Autonomiebewegung Ostbengalens spielte sie eine wichtige Rolle und eine größere Zahl von Studenten und Angehörigen des Lehrpersonals kam in den Jahren 1969 bis 1971 ums Leben. Auf dem Campusgelände befindet sich ein kleines Museum, das an die Ereignisse des verlustreichen Unabhängigkeitskrieges von 1971 erinnert.
Am 24. Dezember 2004 wurden der Wirtschaftsprofessor Mohammad Yunus und am 1. Februar 2006 der Geologie-Professor S. Taher ermordet. Der Mord an Taher hatte offensichtlich persönliche Hintergründe (Anstifter war ein Arbeitskollege), während Yunus von zwei militanten Islamisten getötet wurde. Durch die zuständigen Gerichte wurden mehrere Todesurteile gegen die verurteilten Täter und Drahtzieher verhängt.
Im Dezember 2007 kam es zu Unruhen und Demonstrationen von Angehörigen der Universität gegen die „Treuhänder-Regierung“ unter Fakhruddin Ahmed, die in Haftstrafen für verschiedene Professoren und Studenten endeten.
Vor dem Machtübernahme der säkularen Awami-Liga-Regierung unter Scheich Hasina nach der Parlamentswahl 2008 galt die Universität als ein gewisser Sammelpunkt für islamistische Gruppierungen. Am 16. November 2014 wurde der Soziologie-Professor Shafiul Islam, der sich gegen die Vollverschleierung von Frauen ausgesprochen hatte, von militanten Islamisten überfallen und mit Macheten getötet. Studentendemonstrationen an mehreren Orten gegen den Mord folgten.
Im Jahr 2015 berichteten mehrere überwiegend  säkular und „progressiv“ eingestellte Professoren, dass sie wiederholt erpresserische Drohanrufe mit Geldforderungen erhalten hätten und nun um ihr Leben fürchteten. Durch die Polizei wurden kriminelle Banden, u. a. aus dem kommunistischen Umfeld verdächtigt.
Am 23. April 2016 wurde der Englisch-Professor an der Universität Rajshahi Rezaul Karim Siddique von Unbekannten überfallen und mit Macheten zu Tode gehackt. Der Mordanschlag ähnelte vom Muster her denen, die seit einigen Jahren von Islamisten immer wieder gegen bekannte Säkularisten oder öffentlich bekennende Atheisten durchgeführt werden. Wenig später bekannte sich eine islamistische Gruppe zu der Tat. Siddique hatte eine Musikschule betrieben und ein literarisches Magazin herausgegeben – beides Umstände, die das Missfallen bei den Islamisten ausgelöst haben könnten.